# Pterois antennata
Pterois antennata (har inget vedertaget svenskt namn) är en korallrevsfisk som lever i Indiska oceanen och västra delarna av Stilla havet. Fisken blir normalt cirka 20 centimeter lång, och återfinns på 2–75 meters djup. Spetsarna på fenstrålarna på ryggfenan är giftiga.
Ryggfenan har 13 taggstrålar och 10 till 11 mjukstrålar. I analfenan finns 3 taggstrålar och 6 mjukstrålar. Pterois antennata har en röd till rödbrun grundfärg och många mörka strimmor. Mellan ögonen och ryggfenan finns flera utskott som liknar anteller som är ljusa med mörka fläckar.
Utbredningsområdet sträcker sig från södra Japan till Australien, från Indien och Arabiska halvön till Madagaskar och Sydafrika samt över Oceaniens öar. Arten saknas kring Hawaii. Exemplaren lever ensam eller i små flockar. De är nattaktiva och gömmer sig på dagen bakom stenar och koraller.
Pterois antennata fångas ibland och hölls i akvarium. Beståndet påverkas när korallrev försvinner. Hela populationen är fortfarande stor. Internationella naturvårdsunionen listar arten som livskraftig (LC).